# Jahnsite-(CaMnMg)
La jahnsite-(CaMnMg) è un minerale appartenente al gruppo della jahnsite.